# Women's Extreme Wrestling
Women's Extreme Wrestling (WEW), también conocido como Women's Erotic Wrestling, es una liga de wrestling solo formado por luchadoras. Este show es para mayores de 21 años, por su alto contenido sexual y erótico.
Los shows de WEW son de Pago por visión, y el show en directo tiene lugar en el estadio "The Arena" de Filadelfia. Anteriormente, se realizaba en los estadios "The Electric Factory" en Filadelfia y "The Centerstage" en Atlanta, Georgia. Esta empresa realiza tres shows por año, uno en verano, otro en invierno, y un último en primavera.
WEW tiene una gran expectación de mujeres que quieren entrar en la empresa. Tiene una gran plantilla con luchadoras como Fujiko Kano, Taylor St. Clair, April Hunter, Simply Luscious, Lucy Furr, and Francine. También destacan las luchadoras que han pasado por la empresa, tales como Alexis Laree, Jazz, Shelly Martinez, Talia Madison, Jackie Gayda, Black Barbie, and Tracy Brooks.
La empresa es conocida como una de las pocas empresas que fusionan el hardcore con luchadoras. Es muy poco común ver a mujeres peleando en "TLC matches". También es una de las pocas que introduce contenidos sexuales a sus combates (Aceite en los "Adult Entertainer Oil Rumble Battle Royal Elimination Matches", o actrices porno en los combates contra "Ho's", en las que las Ho's son las actrices). 
La primera campeona fue G.I.Ho, la cual se convirtió en las más recordada luchadora por sus combates hardcore.

## Campeonas actuales
| Campeonato             | Campeona(s)         | Fecha ganado            | Ganado de                                            |
| ---------------------- | ------------------- | ----------------------- | ---------------------------------------------------- |
| WEW World Champion     | Simply Luscious     | 14 de diciembre de 2007 | Vacante                                              |
| WEW Tag Team Champions | Roni Jonah y Bobcat | 12 de julio de 2007     | Annie Social y Amy Zidian (Apoyadas por Sumie Sakai) |
| WEW Hardcore Champion  | Vacante             |                         |                                                      |

## Plantilla
| Nombre artístico     | Nombre real          | Notas                          |
| -------------------- | -------------------- | ------------------------------ |
| "Pryme Time" Amy Lee | AmyLee Murray        |                                |
| "Hot Stuff" Amy Love | Amy Jefferson-Santee |                                |
| Amber O'Neal         | Kimberly Davis       |                                |
| Angel Orsini         | Angel Orsini         |                                |
| Annie Social         | Nancy Becker         |                                |
| April Hunter         | April Hunter         |                                |
| Bobcat               | Cynthia Lynch        | Campeona por parejas de la WEW |
| Brandi Richardson    | Brandi Richardson    |                                |
| Cat Power            | Catherine Power      |                                |
| Cindy Rogers         | Cindy Rogers         |                                |
| Christie Ricci       | Christie Mathis      |                                |
| Danyah               | Danyah Rivietz       |                                |
| Klondyke             | Jaime Dauncey        |                                |
| Kristin Flake        | Kristin Flake        |                                |
| Lucy Furr            | Shannon Spruill      |                                |
| Melissa Coates       | Melissa Coates       |                                |
| Mercedes Martinez    | Mercedes Martinez    |                                |
| Roni Jonah           | Roni Jonah           | Campeona por parejas de la WEW |
| Simply Luscious      | Veronica Stevens     | Campeona mundial de la WEW     |

| Nombre artístico       | Nombre Real    | Notas                                |
| ---------------------- | -------------- | ------------------------------------ |
| Annie Cruz             | Annie Cruz     | Actriz porno filipino-americana.     |
| "Booty Bangin" Nurse T | Desconocido    |                                      |
| Dia Zerva              | Dia Zerva      |                                      |
| Trina Michaels         | Trina Michaels | Actriz porno y mánager de wrestling. |